# Lista de regiões dos Territórios do Noroeste
As regiões dos Territórios do Noroeste podem se referir às seis divisões do censo definidas pela Statistics Canada ou às cinco regiões administrativas definidas pelo governo dos Territórios do Noroeste.

## Divisões do censo com as suas maiores localidades
- Região 1, Territórios do Noroeste - Inuvik
- Região 2, Territórios do Noroeste - Norman Wells
- Região 3, Territórios do Noroeste - Behchoko
- Região 4, Territórios do Noroeste - Fort Simpson
- Região 5, Territórios do Noroeste - Fort Smith
- Região 6, Territórios do Noroeste - Yellowknife

## Regiões administrativas com as suas localidades regionais
- Região de Inuvik - Inuvik
- Região de Sahtu - Norman Wells
- Região de Dehcho - Fort Simpson
- Região de North Slave - Behchoko e Yellowknife
- Região de South Slave - Fort Smith e Hay River